# Křiváček
Křiváček (Duits: Wirtshaus of Wirtshaus bei Rehenitz) is een Tsjechische plaats in de gemeente Řehenice, regio Midden-Bohemen, en maakt deel uit van het district Benešov. Het dorp ligt op 1 kilometer afstand van Řehenice.
Křiváček telt 44 inwoners (2021).

## Geografie
Het gemeentehuis van Řehenice staat in Křiváček.

## Geschiedenis
De eerste schriftelijke vermelding van het dorp dateert van 1788.
Sinds 1 januari 2007 is Křiváček ondergebracht bij het district Benešov. Voor die tijd was het dorp ingedeeld bij het district Praha-východ.

## Verkeer en vervoer

### Autowegen
Er leidt een regionale weg naar het dorp.

### Spoorlijnen
Er is geen station in Křiváček. Het dichtstbijzijnde station is in Pyšely, op zo'n 5,5 kilometer afstand. Dat station ligt aan de spoorlijn van Praag naar Benešov.

### Buslijnen
Er is één bushalte in het dorp:
| Halte              | Lijn(en) | Traject(en)                 | Vervoerder(s) |
| ------------------ | -------- | --------------------------- | ------------- |
| Řehenice, Křiváček | 337      | Praag-Budějovická - Benešov | Arriva City   |

## Bezienswaardigheden
- Monumentale herberg op huisnummer 2

## Galerij

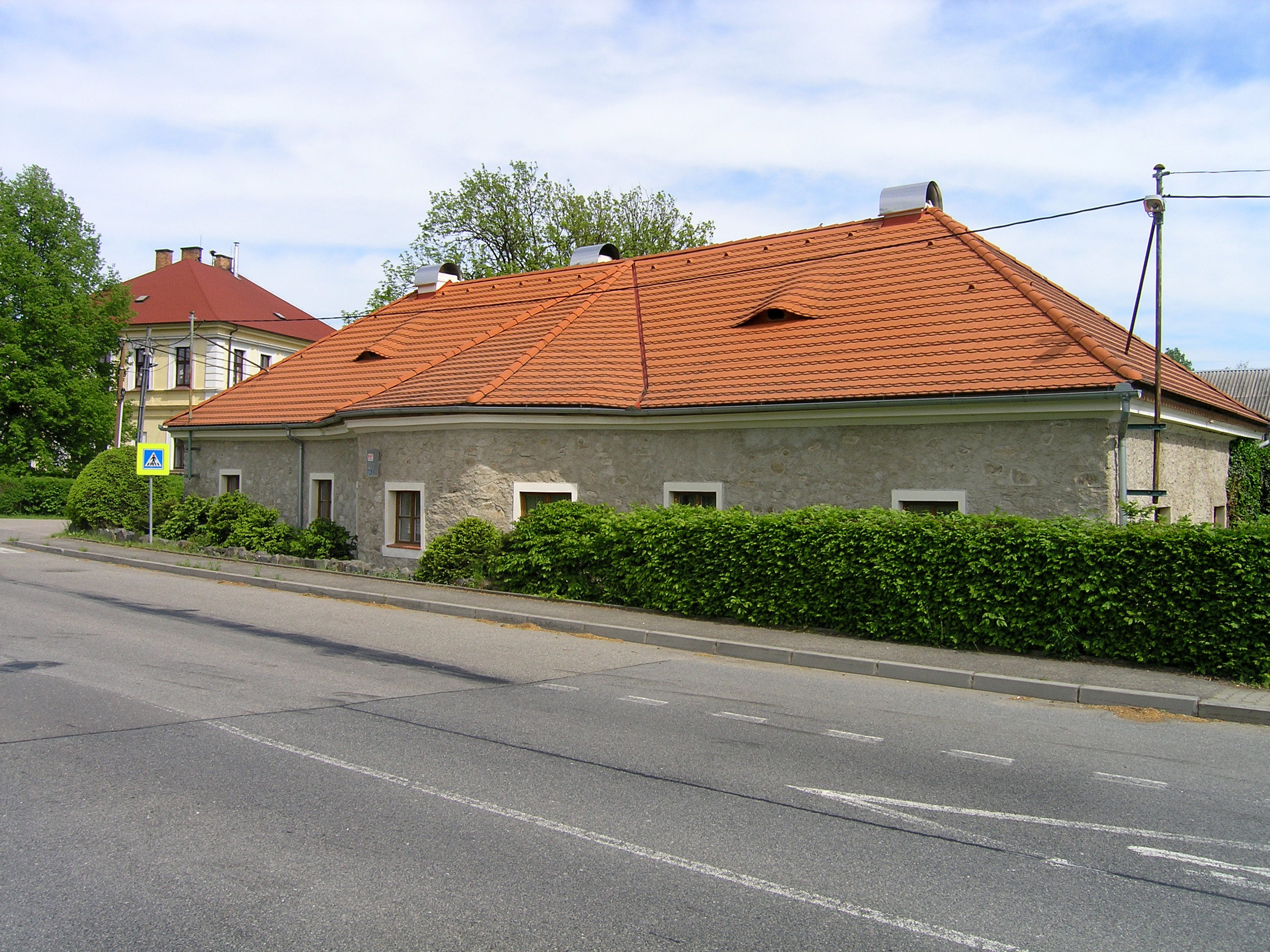
Monumentale herberg (2013)
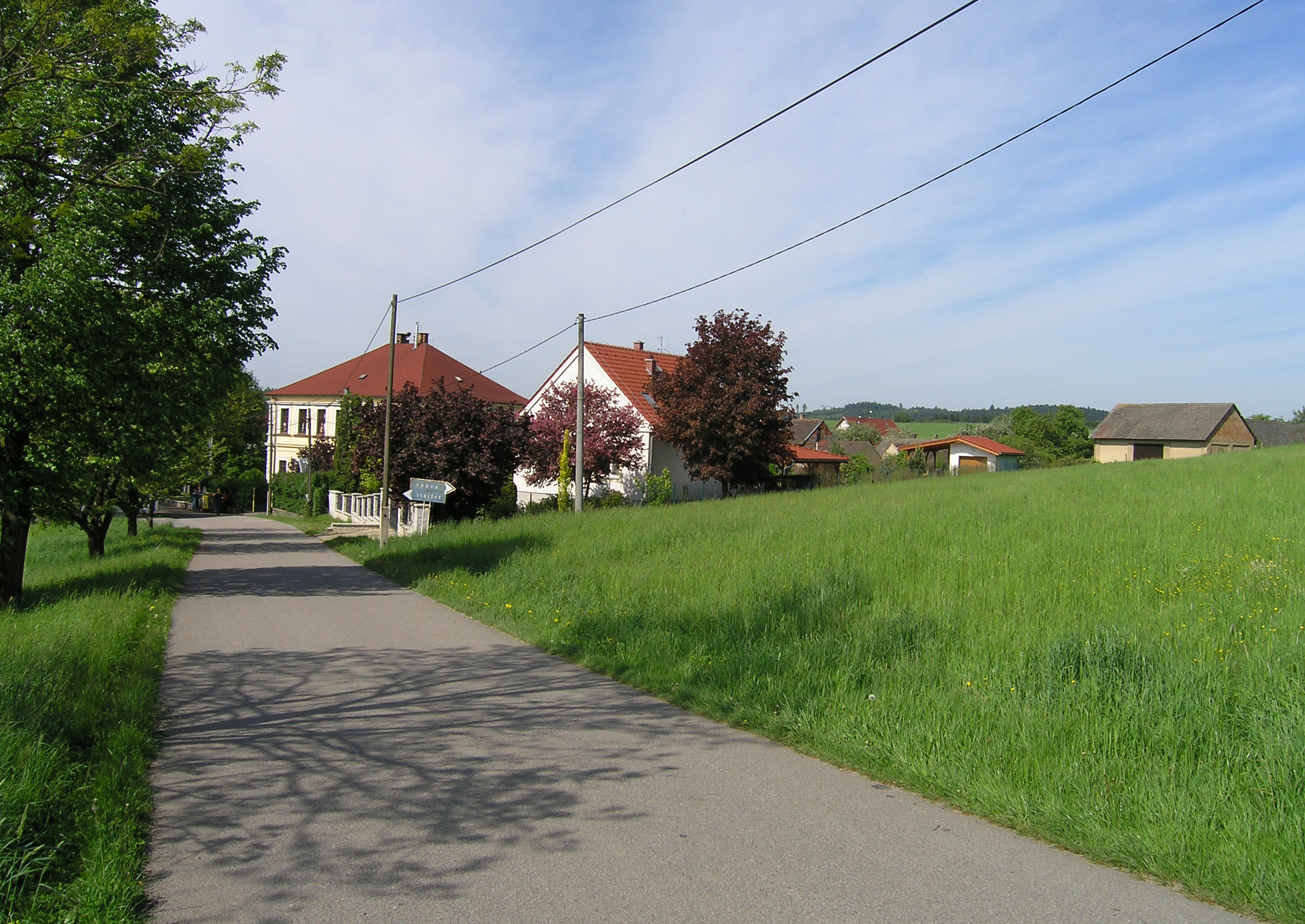
Oostkant van het dorp (2013)
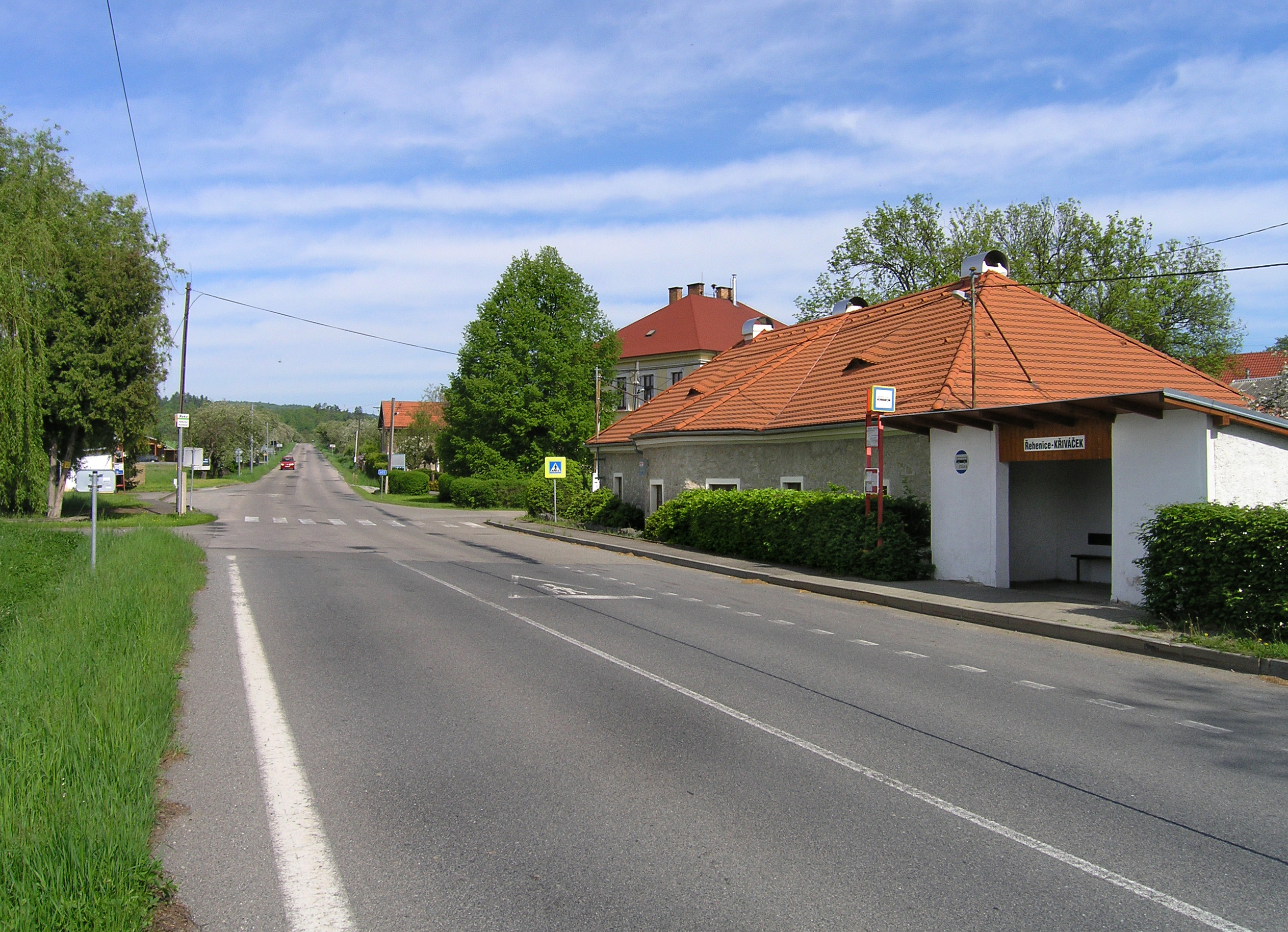
Bushalte in het dorp (2013)